# Capirotada

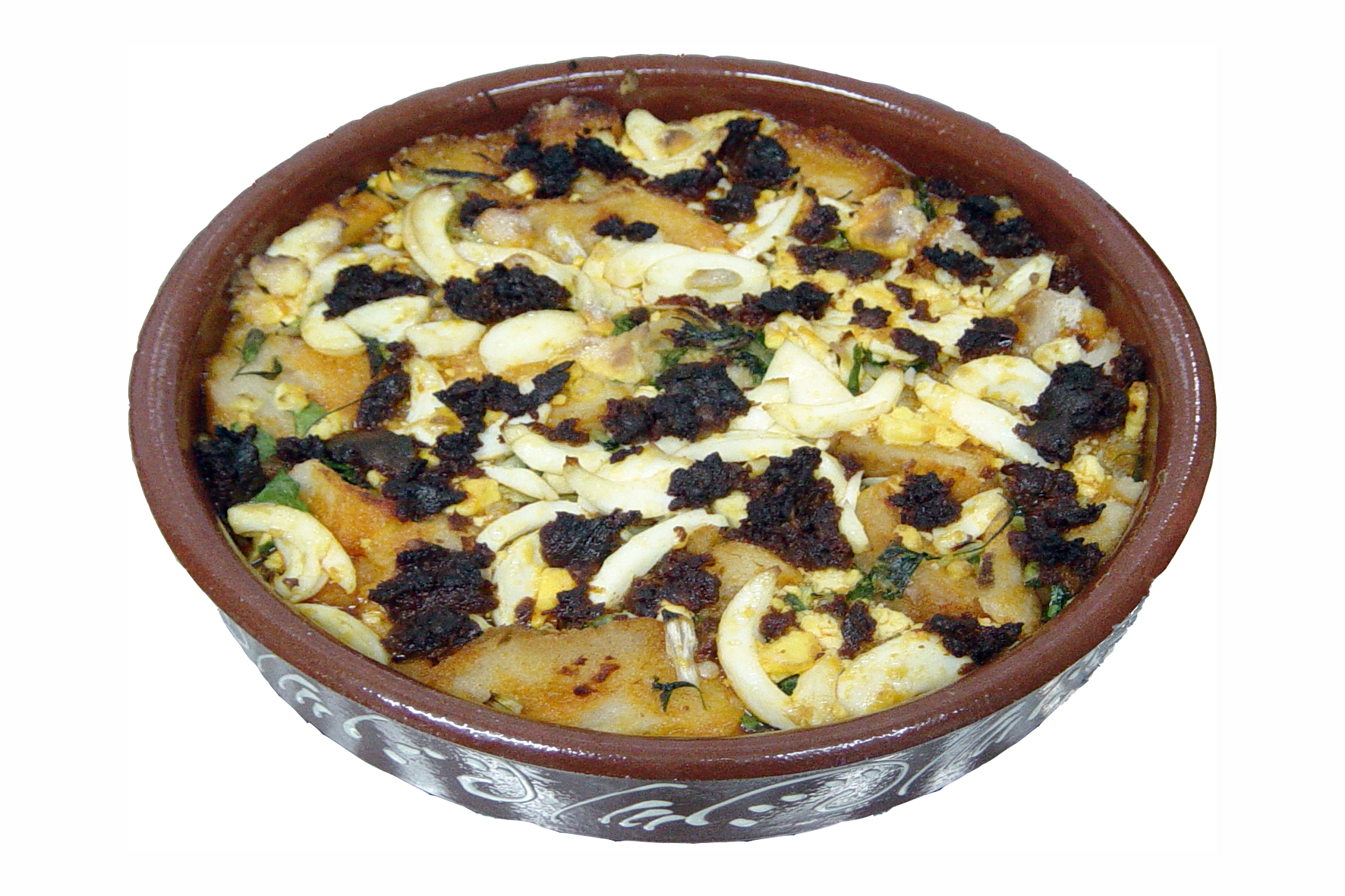
La sopa de antruejo, una especie de capirotada muy popular (Carnavales en Aceuchal, provincia de Badajoz).

La capirotada era un plato típico de la gastronomía española, elaborado con diferentes ingredientes puestos en capas. En el primero se ponía un guiso de ajos, aceite de oliva, queso y huevos, todo ello aderezado con hierbas aromáticas, en la segunda capa se añadían las carnes (algunas de caza, mencionándose frecuentemente las perdices). El nombre dado proviene del capirote sombrero que llevaban las gentes rústicas que de él se alimentaban. Era un plato que se comía en diferentes estamentos de la sociedad española del siglo XVII de gente humilde (a la que se incluía probablemente menos carne y queso) hasta los cortesanos más pudientes.

## Características
Ya en la cocina de la Edad Media aparece este plato, por ejemplo en el siglo XV el cocinero Ruperto de Nola menciona una receta de este plato en su famoso libro. Son frecuentes las apariciones de este plato en las obras literarias del Siglo de Oro español, la Lozana Andaluza lo menciona repetidas veces nombrando su contenido a base de huevo. Las recetas que mencionan la capirotada son numerosas y diversas, todas ellas mencionan como elemento en común, la alternancia de elementos en diferentes capas. En unas recetas se menciona unas torrijas fritas con sebo de vaca y huevos fritos con queso rallado, todo ello alternado en diferentes capas junto con algún caldo de garbanzos, todo ello puesto al horno.

## Historia
La primera versión de este delicioso postre, fue la del Chef Catalán, Roberto de Nola,men 1477, en su libro de cocina “Llibre del Coch”, donde la describe como “Almondrote”: rebanadas de pan tostadas y remojadas en caldo de carnero, combinándose con otras de carne de perdiz asada.
La receta española llegó a México durante la conquista y al fusionarse con la gastronomía mexicana esta evolucionó hasta convertirse en lo que se le conoce hoy en día.
Alrededor del año 1780, la versión sin carne del platillo se popularizó, esta fue creada por el Fray mexicano Gerónimo de San Pelayo, siendo ya una versión más cercana a la actual, compuesta de capas de pan, queso y aderezo.
La palabra capirotada deriva de “capirote”, el cual es un gorro alto y puntiagudo que usan ciertos sacerdotes en las procesiones de Semana Santa.
Fue hasta la década de los 40 cuando se consideró oficialmente un platillo de vigilia. En los estados de Sinaloa, Sonora y Nuevo León, es donde predomina este postre típico.
En la actualidad las recetas de capirotada son numerosas y elaboradas de acuerdo a las costumbres de cada región, pero todas ellas tienen en común la combinación de diferentes ingredientes en diferentes capas.